# 妹認証
妹認証（いもうとにんしょう）は、認証にキャラクターを用いた、PHP用のアンチスパムモジュールである。妹認証は、CAPTCHAの代替として使われる。開発者はれいさ。MIT Licenseの下で配布されている。ハッカージャパンで紹介された。
標準で公式キャラクターのれいにゃが使えるようになっている。イラストはたまご（イラストレーター）。
現在、はちゅねミクのパッケージ化が公式に進められている。

## 主な特徴
- PHP+GDによる動的な問題文画像生成
- 認証画像にキャラクターが表示される
- 妹パッケージ(テーマ)によるデザインの切り替え
- CSRF脆弱性対策付き
- 様々なマクロによる問題文の動的生成
- CAPTCHAとは違った別の効果が期待される

## 動作環境
- PHP：PHP5 [要検証 – ノート]